# Tingri
Tingri är ett härad (dzong) som lyder under staden Shigatse i Tibet-regionen i sydvästra Kina.

Tingri
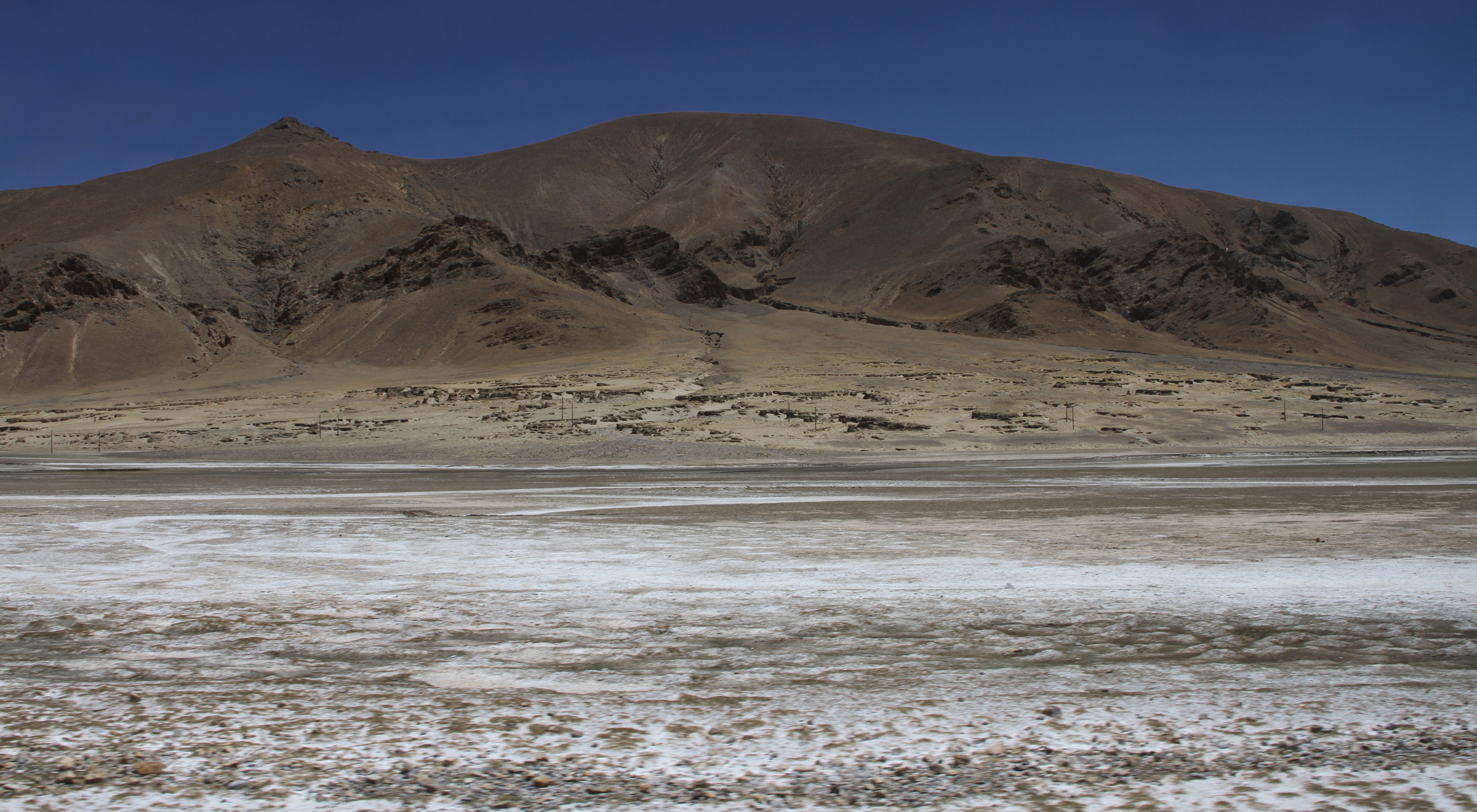
Lalung La to Shelkar
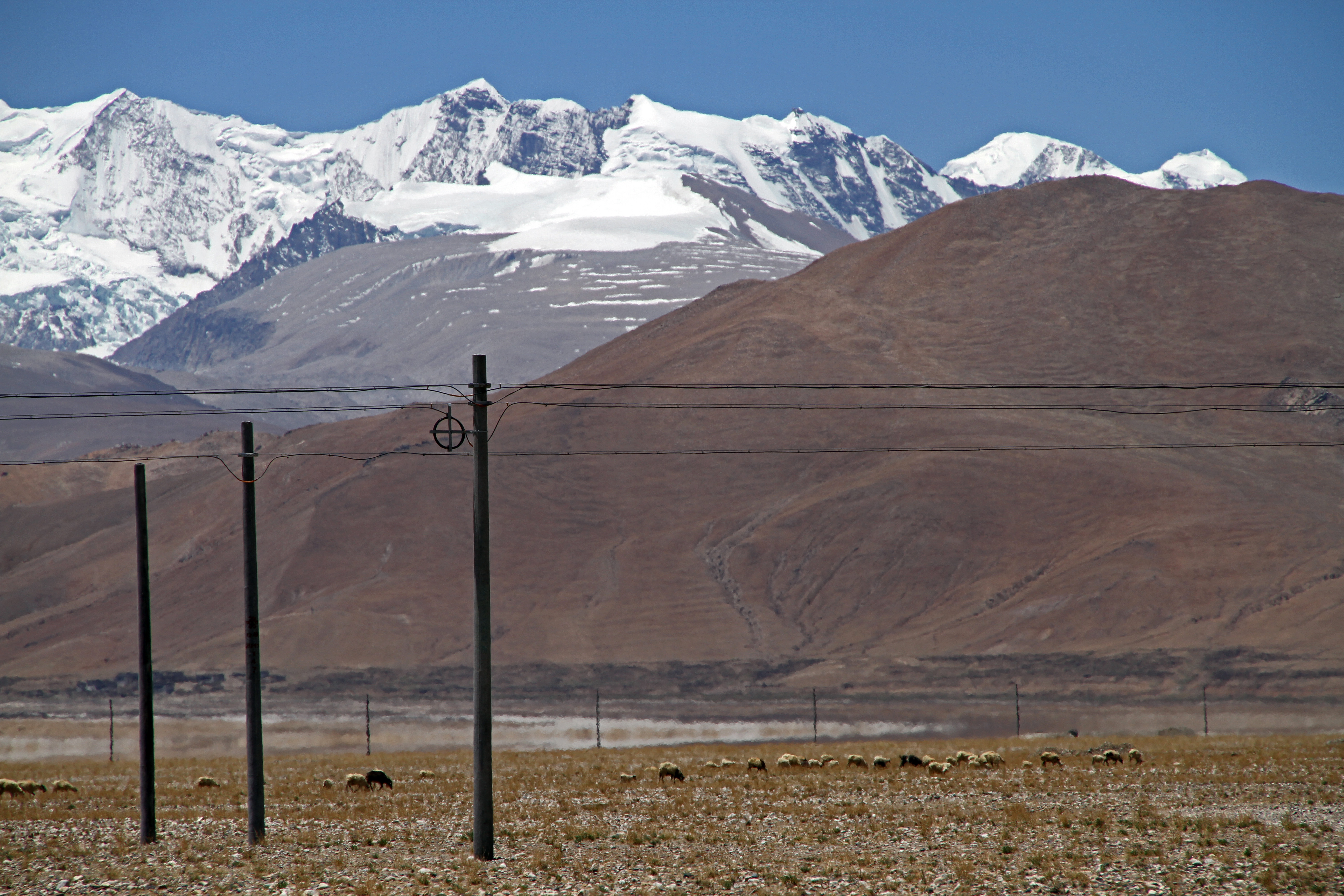
Himalaya
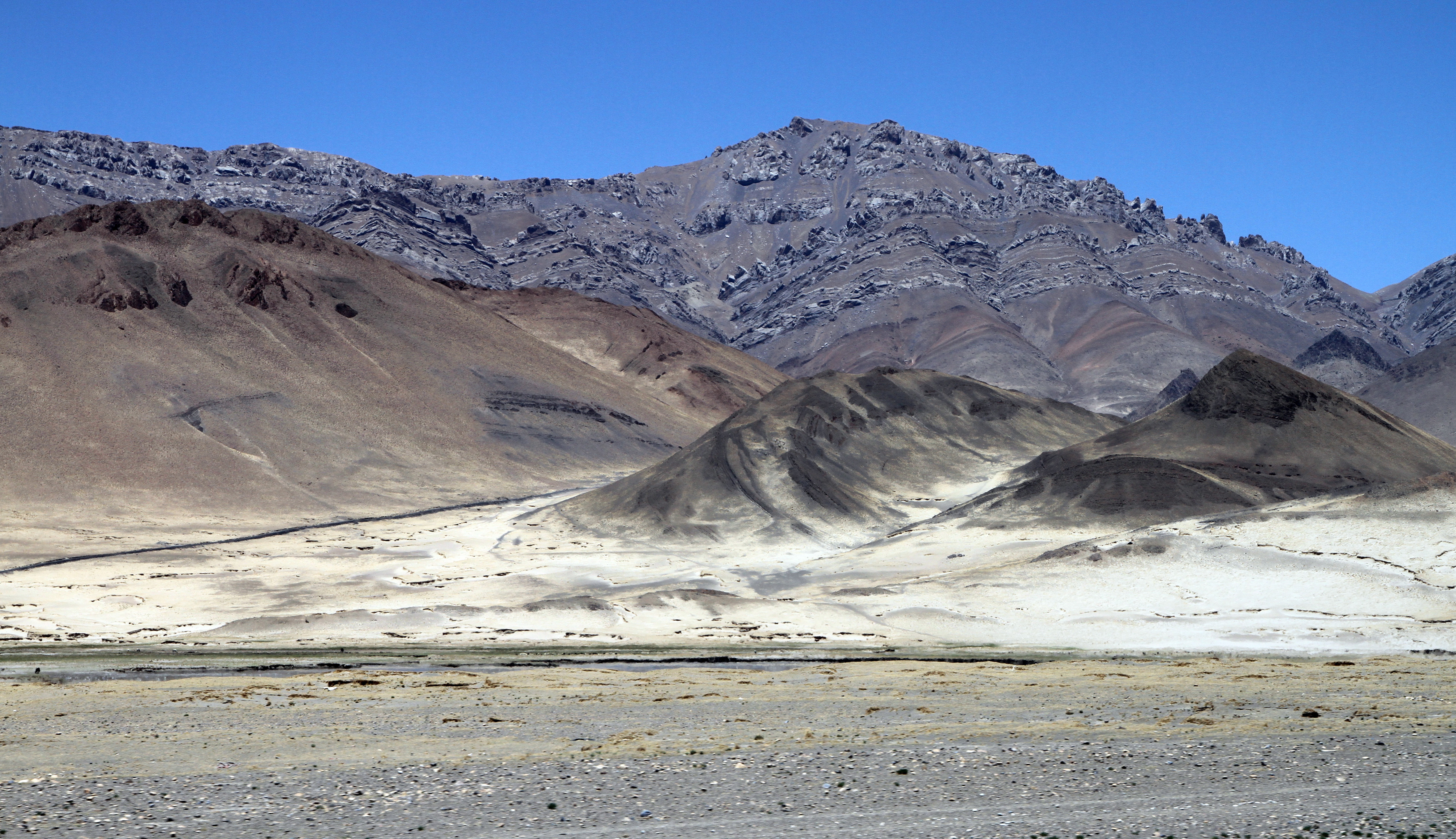
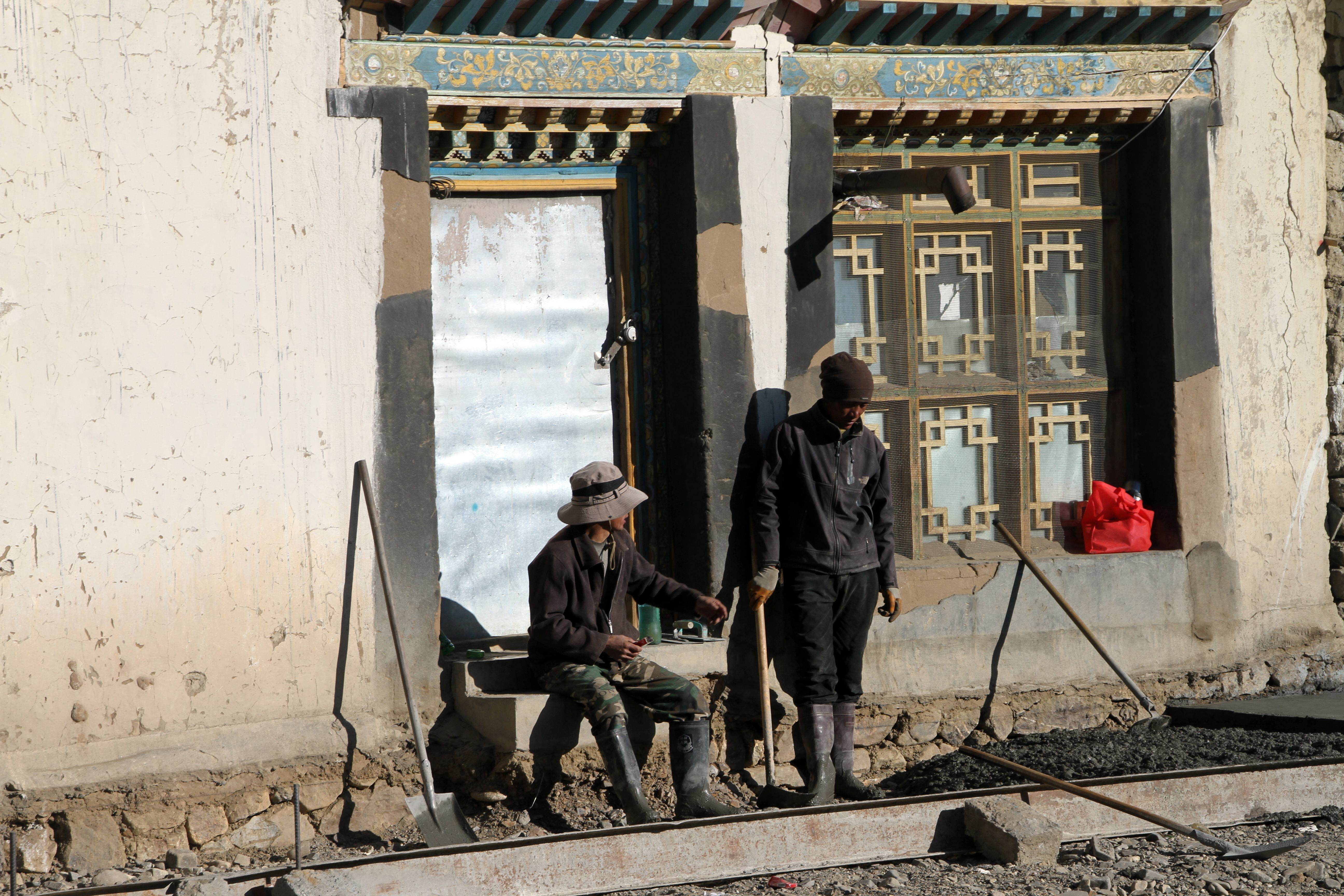
Shelkar
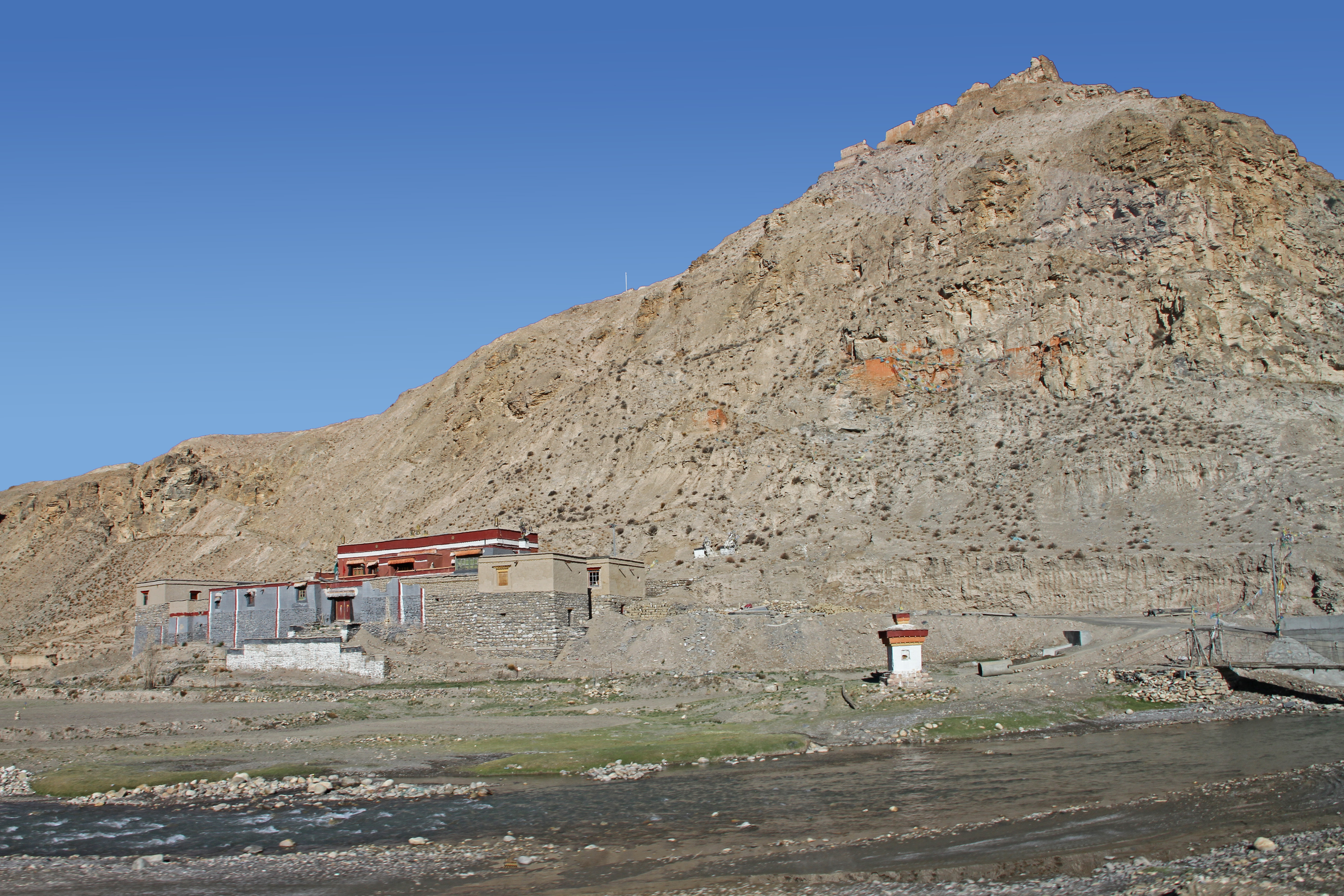
Kloster och ruin
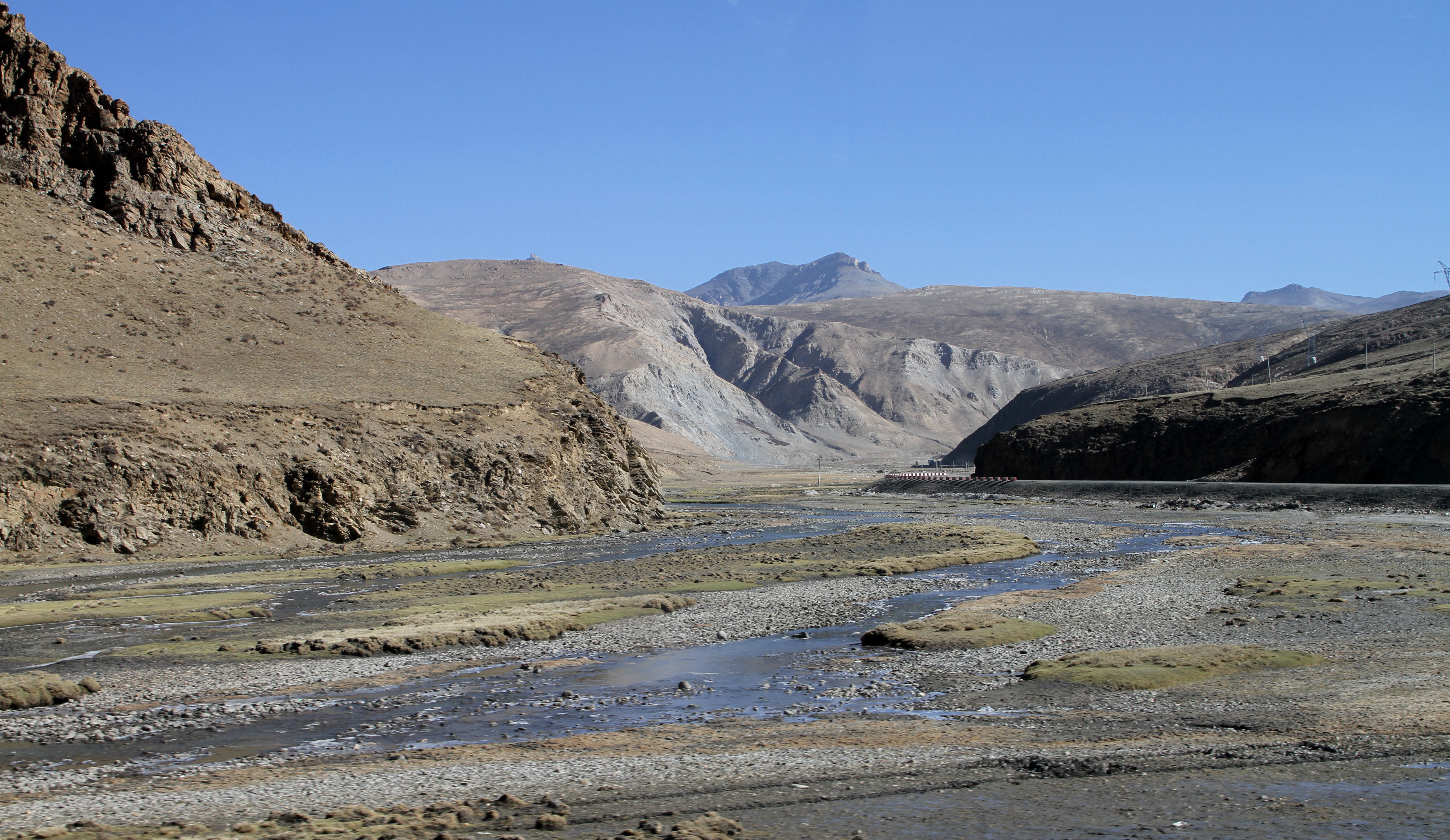
Vägen till Gyatso La
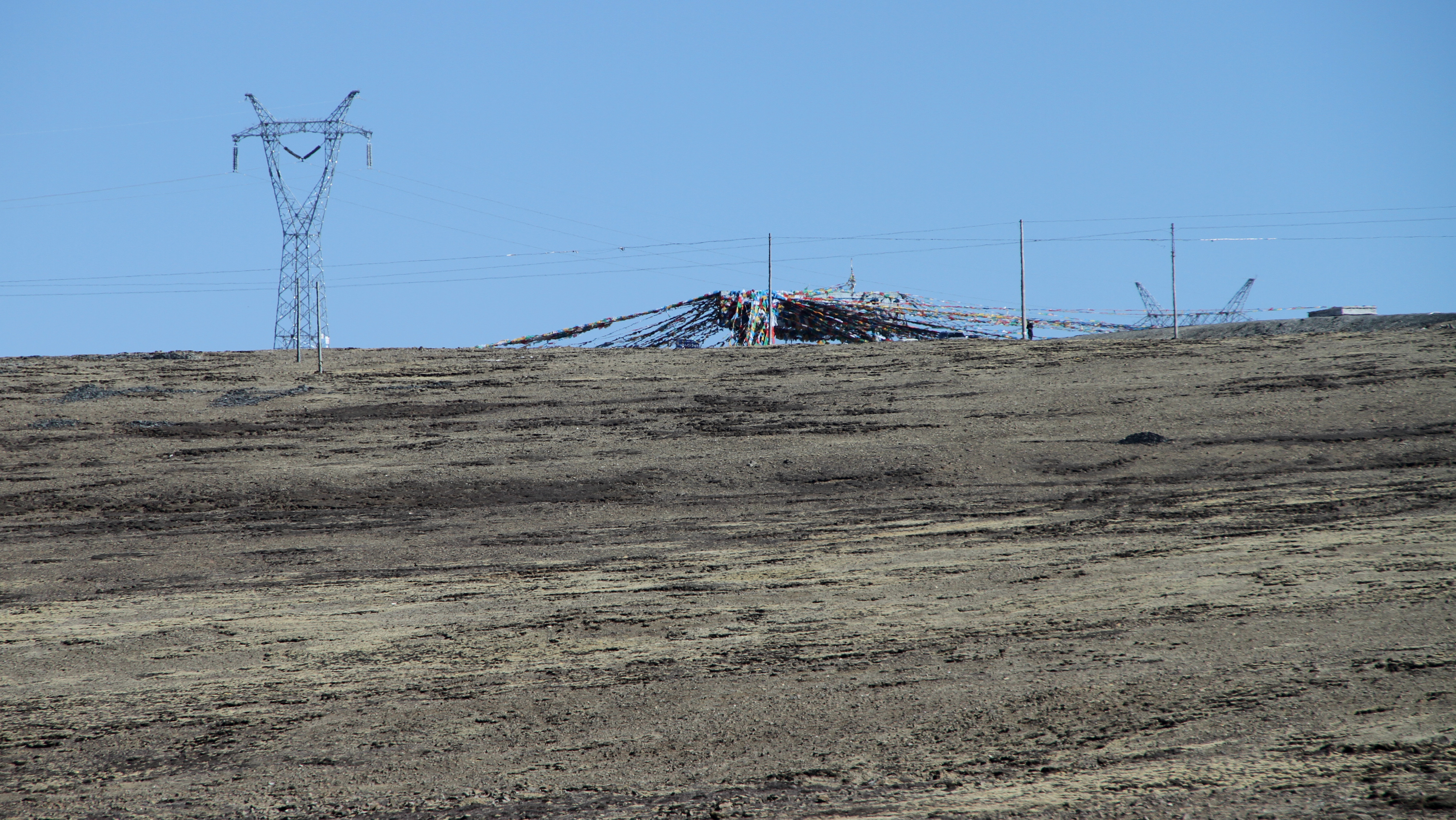
Högspänningsledning
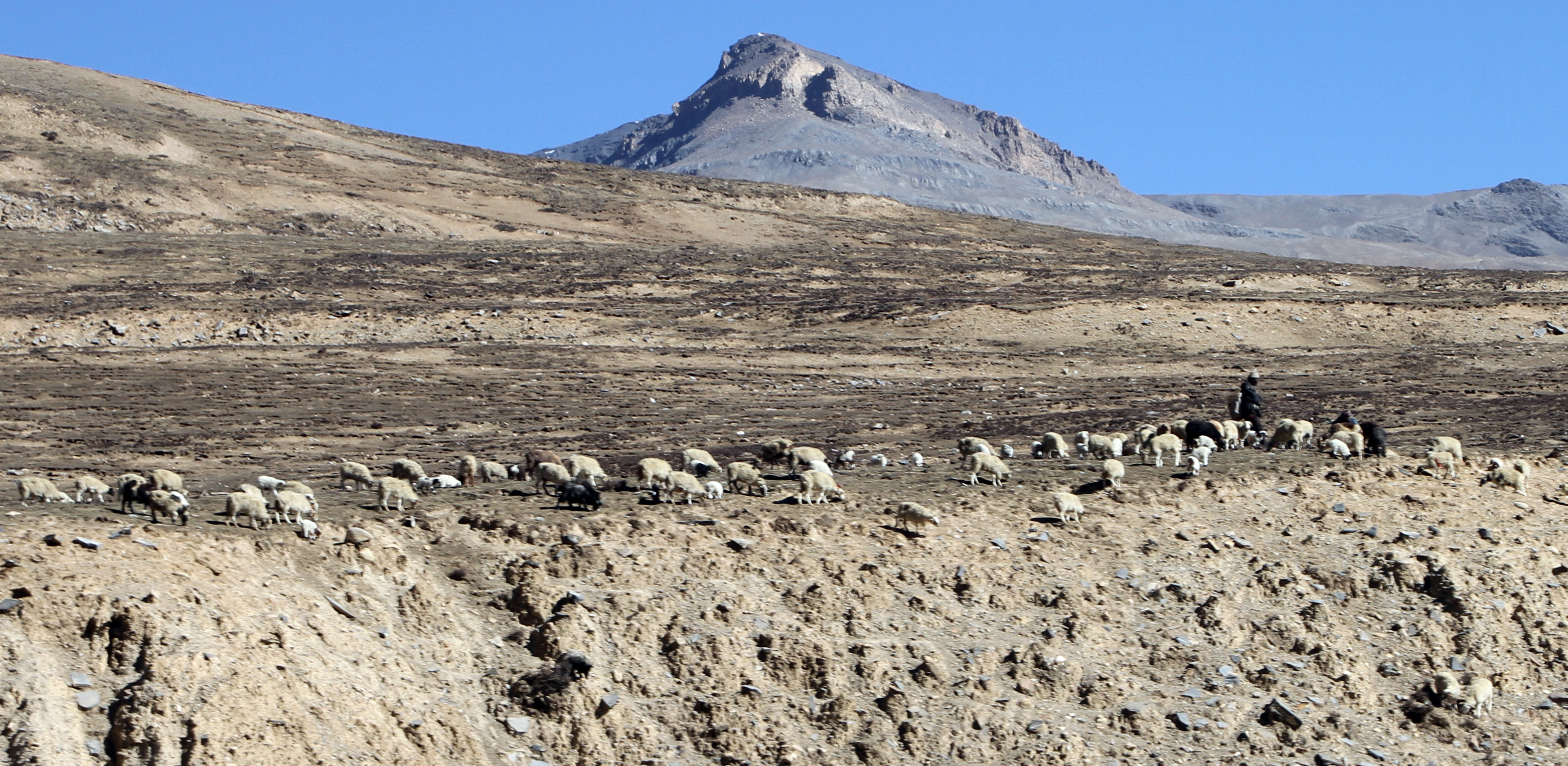
Fårbesättning